# Academia internacional de ciencias de San Marino
La Academia internacional de ciencias de San Marino (en italiano: Accademia Internazionale delle Scienze San Marino; en esperanto: Akademio Internacia de la Sciencoj San Marino) es una asociación científica. Fue establecida en 1983 y tuvo su primera convención, SUS 1, alrededor del Año Nuevo de 1984 en la ciudad de San Marino. Después de que la ley Sammarinese de educación superior fuese aprobada la academia fue fundada oficialmente el 13 de septiembre de 1985, en presencia de los Capitanes Regentes. Su nombre utiliza la lengua auxiliar internacional esperanto. La Academia fue fundada por iniciativa de científicos de varios países, tales como Helmar Frank, Humphrey Tonkin, y Reinhard Selten.
El gobierno Sanmarinense en un primer momento dio a la academia un amplio apoyo. Sin embargo, cuando la Università degli studi fue fundada en San Marino en 1988, ganó prioridad sobre la academia, que luego se concentró en trabajar en el extranjero.